# La noche del juglar
La noche del juglar es el tercer álbum en directo del grupo madrileño Ñu, editado en 1999.
El disco fue grabado en la Sala Caracol de Madrid, el 6 de marzo de 1998. 
Fue editado en edición limitada de 1000 copias numeradas por el propio sello del grupo: A la Caza de Ñu Producciones.

## Temas
1. Robin Hood - 3:40
2. Conjuros - 3:57
3. La casa del rey - 2:35
4. Tocaba correr - 4:42
5. Pícaro / La granja del loco - 7:02
6. El flautista - 4:33
7. La taberna encantada - 2:41
8. Trovador de ciudad - 5:03
9. De fiesta - 4:00
10. Ella - 6:15
11. Danzarina privada - 5:37